# Ciechocinek (stacja kolejowa)
Ciechocinek – nieczynna stacja kolejowa w Ciechocinku, w województwie kujawsko-pomorskim, w Polsce. Została zaprojektowana przez Czesława Domaniewskiego i wybudowana w 1902 roku. Dworzec jest nieczynny od 2015 roku. 

## Historia
Dworzec został wzniesiony w latach 1901–1902 na podstawie projektu Czesława Domaniewskiego. W trakcie II wojny światowej w styczniu 1945 roku budynek został spalony przez hitlerowców. Obecnie gmach przykryty jest dachem o kształcie kopuły, inny jest też daszek przy wyjściu. Zostały przekształcone środkowe i boczne ryzality. Dworzec jest nieczynny od 2015 roku i obecnie w budynku stacji funkcjonuje sklep ze starociami oraz restauracja.

## Pociągi
11 grudnia 2011 roku wszystkie pociągi z Ciechocinka zostały wstrzymane. 21 czerwca 2014 roku prywatny przewoźnik Arriva RP wznowił na okres do 28 września 2014 roku połączenia kolejowe w soboty i niedziele ze stacją Toruń Wschodni. W 2018 roku pojawił się pomysł przywrócenia ruchu kolejowego, który miała obsługiwać firma SKPL, ale pomysł został odrzucony.
Urząd Marszałkowski zapewnił remont linii nr 245 które umożliwią powrót pociągów od 14 grudnia 2025r. 